# Antichristianisme
L’antichristianisme (parfois désigné sous le terme de christianophobie) désigne la critique, l'opposition, la méfiance, l'hostilité, la discrimination, la répression ou la persécution du christianisme.

## Manifestations de l'antichristianisme

### Empire romain
D'un point de vue historique, on ne peut parler de persécution religieuse — au sens contemporain — à propos des chrétiens durant les deux premiers siècles de l'Empire, d'autant que l'époque de la séparation du judaïsme et du christianisme est mal définie. L'interdiction légale de la religion chrétienne chez les Romains date de la fin du Ier siècle mais elle est tolérée : les chrétiens ne sont pas poursuivis de manière systématique et lorsqu'ils le sont, c'est généralement pour des crimes de droit commun. Les chrétiens persécutés se réunissant en secret pour prier ainsi que célébrer l'Eucharistie dans les catacombes est un mythe développé par les Romantiques (François-René de Chateaubriand dans Les Martyrs).
Néanmoins, il existe des persécutions locales organisées contre les chrétiens dès le début du IIe siècle. L'attitude de l'autorité romaine relève plutôt du « politique » et non du « doctrinal » : on réprime le refus public d'adhérer à la cité et à son culte car ce « scandale » entraîne des troubles locaux.
Cette perception change lorsque les Romains prennent conscience des critiques des chrétiens à l'égard des traditions romaines (jeux du cirque, culte de l'empereur, hiérarchie entre les individus). À l'instar de religions orientales, ils critiquaient la société romaine et considéraient comme un devoir de la changer par la conversion. Mais l'essentiel de l'hostilité populaire tenait au fait que l'on reprochait aux chrétiens l’amixia, le refus de se mêler à la vie publique en se tenant à l'écart de la vie municipale, étroitement liée alors à la dimension religieuse. Par exemple, la persécution de Dèce (vers 250) s'inscrit dans un contexte de crise générale de l'Empire romain : le refus des chrétiens de participer au sacrifice général aux dieux « pour le salut et la conservation » de l'empereur, exigé de tous les citoyens, est perçu comme une déloyauté politique.

### En Allemagne

#### IIIe Reich
Le régime nazi avait prévu d'éradiquer les religions et d'imposer un culte néopaganiste sous la direction des SS.[réf. nécessaire]  La répression nazie visait les ecclésiastiques, dont de très nombreux ont été jetés en prison ou en camp de concentration dès 1937,
Hitler avait également programmé la suppression totale des Eglises chrétiennes, tant catholiques que protestantes. Hitler avait qualifié le christianisme de « pire fléau qui se soit jamais abattu sur l'humanité », et de promettre, en décembre 1941, « la guerre va finir, et ma dernière tâche sera de faire disparaître le problème de l’Église. C'est seulement alors que la nation allemande sera parfaitement en sécurité ». Et Milza d'écrire « le propos était clair. Que le clergé catholique (Hitler parle de l’Église, pas des religions) ne se fasse pas d'illusions, et que Pie XII se le tienne pour dit : le catholicisme, pour peu que l'Axe sorte victorieux de la guerre, est appelé à disparaître »,,,.
Le SS Martin Bormann, antichrétien fanatique, a fait exécuter de très nombreux chrétiens: « Les conceptions nationales-socialistes et chrétiennes sont incompatibles ». Il a ordonné l'assassinat de 2 500 prêtres polonais (certains ont été égorgés) et a déclaré à de nombreuses reprises que les membres du clergé seraient les suivants dans le programme d'extermination SS. Pierre Milza, citant Giovanni Miccoli (it) indique que, de la prise de pouvoir d'Hitler à la fin de la guerre, « 1 996 pretres, 4 évêques, 113 clercs, 238 religieux qui furent mis à mort, tandis que 3 642 prêtres, 389 clercs, 341 frères convers et 1 117 religieuses étaient envoyées en camp de concentration »,,.

### En Espagne

#### Guerre civile espagnole

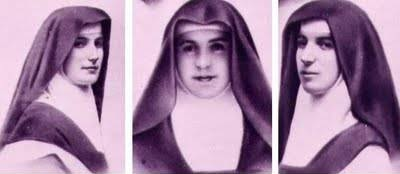
Les Sœurs Fradera et Ferragutcasas (María del Carmen, María Rosa et María Magdalena) (Riudarenes, 1895 à 1902 - Lloret de Mar, 27 septembre 1936) sont trois sœurs de la Congrégation du Cœur de Marie Missionnaire décédées lors de la persécution anticléricale au début de la guerre civile espagnole

En zone républicaine, les massacres des opposants commencent dès le début de la rébellion. Les prêtres et les religieuses sont parmi les autres principales victimes de ces massacres, notamment en Catalogne. Selon les études consacrées à la fureur qui a saisi l'Espagne en 1936, plus de 7 000 religieux dont 13 évêques, 4 184 prêtres, 2 365 moines et 283 religieuses sont assassinés durant cette période. Soit 88 % du clergé dans le seul diocèse de Barbastro (Aragon), dont l'évêque, Mgr Asensio Barroso, émasculé vivant avant d'être assassiné le 9 août 1936. 
Neuf diocèses perdirent ainsi plus de la moitié de leur clergé, la seule appartenance à ce dernier étant justiciable d'une exécution sommaire. Ceux qui ont pu y échapper se trouvaient en zone nationaliste ou avaient pu fuir, se cacher ou bénéficier de protections. À ces tueries s'ajoutèrent les incendies d'églises et de couvents, les profanations d'autels et de sépultures.

#### Années 2020
Le 25 janvier 2023 dans la ville andalouse d'Algésiras, un attentat visant des fidèles, édifices (chapelle de San Isidro ainsi que de l'église Nuestra Señora de La Palma) et objets du catholicisme a lieu. Un bilan provisoire fait état d'un mort — un sacristain — et quatre personnes blessées dont un prêtre grièvement.

### En France

#### Révolution française
À partir de l’automne 1793, une vague de déchristianisation s’abat sur la France, menée par les révolutionnaires les plus radicaux, notamment les hébertistes et certains représentants en mission, qui assimilent le clergé (surtout les prêtres réfractaires mais aussi les prêtres constitutionnels ou jureurs qui avaient prêté serment à la Constitution civile du clergé) à la contre-révolution et à l'Ancien Régime.
Cette politique vise à éradiquer les références chrétiennes dans la société française, par des mesures telles que :
- la suppression du calendrier grégorien et l'adoption du calendrier républicain, éliminant les dimanches et les fêtes chrétiennes ;
- la fermeture et la transformation d'églises en « temples de la Raison » ou lieux de fêtes civiques ;
- les persécutions, arrestations, déportations et exécutions de prêtres réfractaires, ainsi que la déprêtrisation forcée de certains membres du clergé constitutionnel ;
- le changement de noms de lieux et de personnes pour supprimer les références chrétiennes ;
- le retrait de l'état civil et de l'éducation des mains du clergé.

Les actes iconoclastes, tels que la destruction de statues, la profanation de lieux saints et la fonte des cloches et objets liturgiques sont fréquents. Ils sont motivés à la fois par l’anticléricalisme et par des raisons économiques en temps de guerre.
Certains philosophes, principalement issus de courants catholiques ou contre-révolutionnaires comme Louis de Bonald, Joseph de Maistre..., considéraient que la Révolution était inspirée par l’antichristianisme. Les historiens contemporains soulignent la diversité des positions révolutionnaires et la complexité des rapports entre religion et politique à cette époque.
Les hébertistes étaient quant à eux généralement animés par un sentiment antichrétien.

#### Époque contemporaine
En France plusieurs attentats ont été perpétrés contre des chrétiens ces dernières années. Des églises en France sont régulièrement vandalisées et parfois brûlées. Des religieuses ont été agressées. Des pèlerins lors d'une procession catholique ont également été attaqués et agressés à Paris.

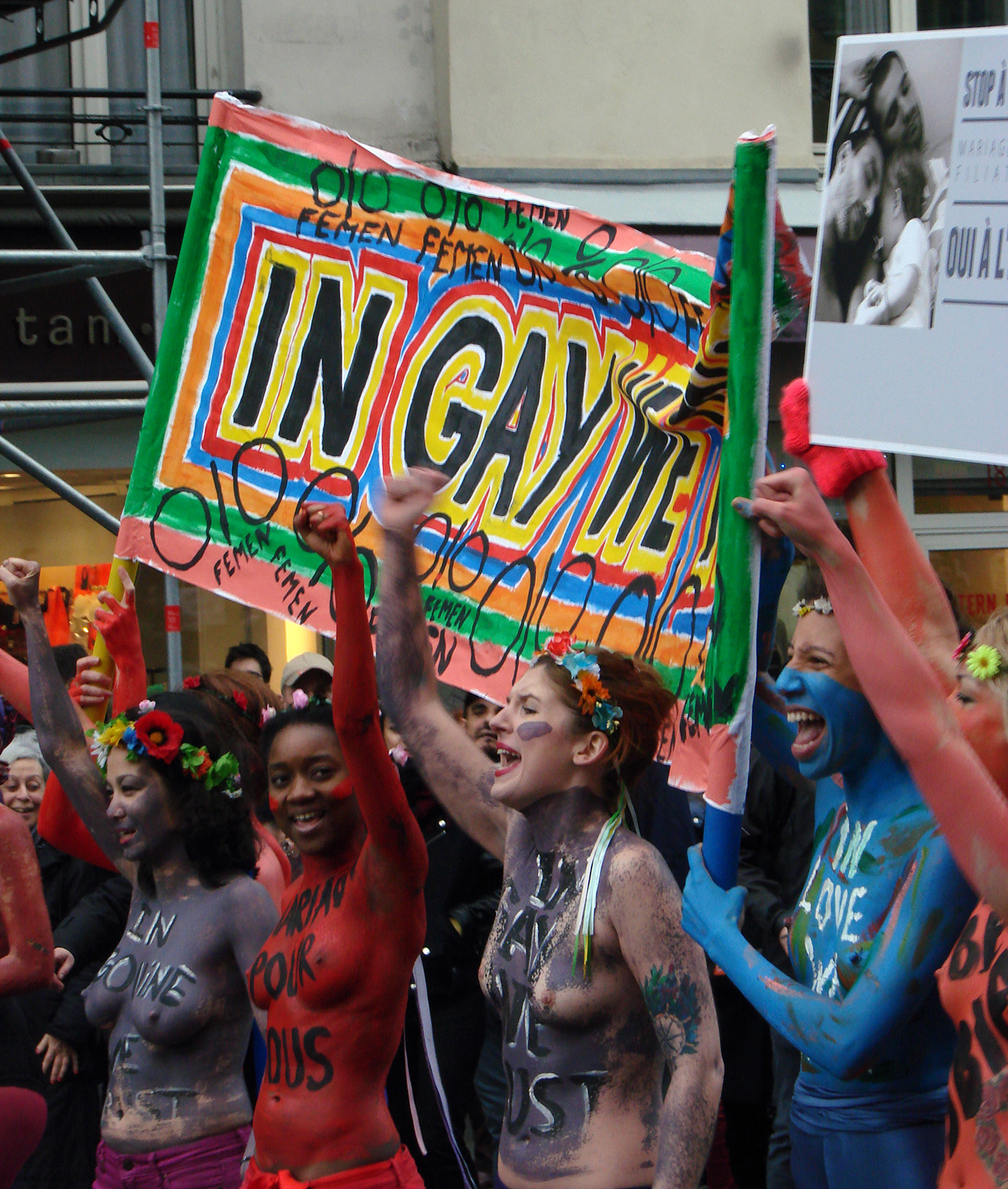
Participation des Femen à la manifestation en faveur du mariage pour tous en décembre 2012.

Dans une conférence organisée par l'hebdomadaire La Vie, en février 2008, l'écrivain Marc Leboucher affirme que si les chrétiens de 2006 « ne sont pas jetés dans la fosse aux lions », ils subissent au moins « une agression intellectuelle forte »[source insuffisante].
Le philosophe Michel Onfray écrit dans son Traité d'athéologie (2005) :

« Les trois monothéismes, animés par une même pulsion de mort généalogique, partagent une série de mépris identiques : haine de la raison et de l'intelligence ; haine de la liberté ; haine de tous les livres au nom d'un seul ; haine de la vie ; haine de la sexualité, des femmes et du plaisir ; haine du féminin ; haine des corps, des désirs, des pulsions. En lieu et place de tout cela, judaïsme, christianisme et islam défendent : la foi et la croyance, l'obéissance et la soumission, le goût de la mort et la passion de l'au-delà, l'ange asexué et la chasteté, la virginité et la fidélité monogamique, l'épouse et la mère, l'âme et l'esprit. Autant dire la vie crucifiée et le néant célébré… »

Le journal en ligne Atlantico énumère 104 profanations d'églises durant les quatre premiers mois de l’année 2015. En 2014, 206 cimetières et 467 lieux de culte chrétiens avaient été profanés, soit 83 % des profanations perpétrées sur le territoire national.
Le 26 juillet 2016 le père Jacques Hamel est assassiné, un autre prêtre est blessé et trois paroissiens sont pris en otage en pleine messe lors de l'attentat de l'église de Saint-Étienne-du-Rouvray perpétrés par deux islamistes.
En 2017 et en 2018, il y a eu plus d'actes antichrétiens en France (1038 actes antichrétiens en 2017 et 1063 actes antichrétiens en 2018) que d'actes antijuifs et antimusulmans.
En 2019, pour la troisième année consécutive la religion chrétienne a été la plus attaquée en France : il y a eu ainsi 1052 actes antichrétiens, contre 687 actes antijuifs et 154 actes antimusulmans. Toujours en 2019 l'hebdomadaire Le Point s'interroge sur la christianophobie en France et publie un sondage dans lequel 86% des votants reconnaissent une vague actuelle de christianophobie en France.
Le 18 juillet 2020 une enquête judiciaire pour incendie volontaire est ouverte par le procureur de Nantes à la suite d'un incendie dans la cathédrale de cette ville le matin même par Emmanuel Abayisenga, ressortissant rwandais.
Le 29 octobre 2020 un attentat dans la basilique Notre-Dame de Nice fait 3 morts, Nadine Devillers, Vincent Loques et Simone Barreto Sylva.
Le 29 mai 2021 une procession catholique, en mémoire d'ecclésiastiques tués en 1871 à la suite d'un décret de la Commune, est attaquée par des militants de l'extrême gauche française. La procession était partie de la rue de la Roquette vers Ménilmontant.

### En Palestine

#### Antiquité
Pour un article plus général, voir Pharisien.

#### En Israël
De la même façon qu'il existe un sentiment islamophobe pour des raisons peu ou prou similaires, un antichristianisme se développe dans certains milieux extrémistes juifs orthodoxes, qui voient dans la présence de lieux de cultes chrétiens à Jérusalem ou dans les lieux saints, une atteinte à leur foi. Ce sentiment transparaît notamment par des manifestations, des propos virulents ou des actes de vandalisme sur des bâtiments chrétiens.

### Dans les pays communistes

#### En Russie

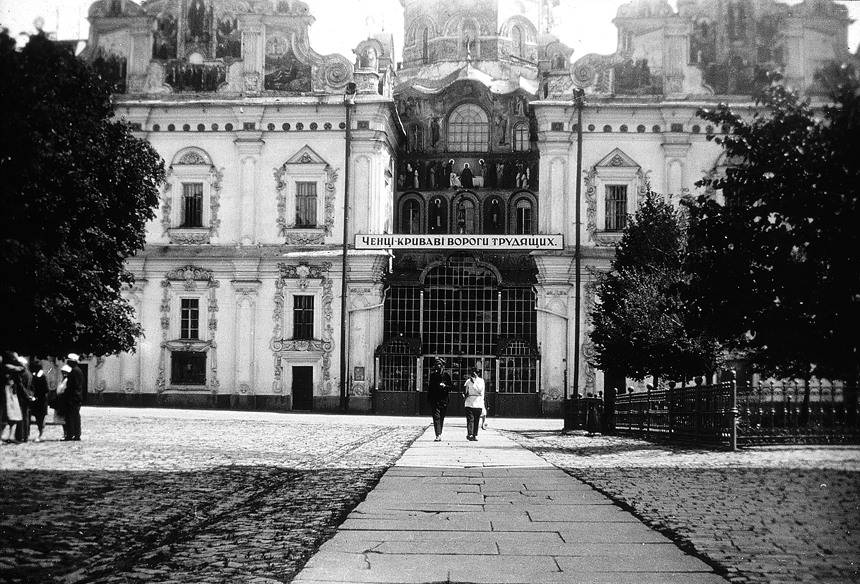
« Les moines - ennemis héréditaires des travailleurs » (Banderole sur la cathédrale de la Dormition de la Laure des Grottes de Kiev, années 1930).

La politique anti-religieuse soviétique n'est pas spécifique antichrétienne, même si la cible principale de la politique antireligieuse des années 1920 et 1930 est l'Église orthodoxe russe (à laquelle sont aussi associées les « Églises uniates »), qui rassemble le plus grand nombre de fidèles. 
Presque tous les membres de son clergé, et un certain nombre de ses fidèles, sont fusillés ou envoyés dans des camp de travail. Les écoles théologiques sont fermées et les publications religieuses interdites. Pour la seule année 1937, plus de 85 000 prêtres orthodoxes sont tués. Seul un douzième des prêtres de l'Église orthodoxe russe gardent leurs fonctions dans leurs paroisses en 1941.
La politique antireligieuse se ralentit à la fin des années 1930 et au début des années 1940 et s’arrête brutalement après le début de l'opération Barbarossa. Toutefois, la campagne antireligieuse se rallume après la guerre : si 70 % des lieux de culte existant en 1917 étaient fermés en 1935 (et 95 % en 1940), leur nombre se maintient encore à 85 % en 1945, et la liberté religieuse en URSS reste problématique bien après la mort de Staline, jusqu'à l'arrivée de Gorbatchev au pouvoir.

### Dans des pays musulmans

#### En Turquie
La diversité religieuse historique de la Turquie (à Constantinople, les chrétiens représentaient 40 % de la population au XVIe siècle et au tout début du XXe siècle, encore plus de 20 %) diminue fortement à partir du début du XXe siècle avec la volonté de l'Empire ottoman d'homogénéiser et de turquifier le pays, en éradiquant tout groupe ethniquement non turc et non musulman. La nouvelle Turquie kémaliste poursuivra cette politique.
Au début du XXe siècle, des Arméniens chrétiens vivaient en Turquie orientale sur le haut-plateau arménien et des Grecs orthodoxes sur la côte de la mer Égée ainsi que sur les côtes septentrionales et méridionales (Trébizonde, Antalya, Smyrne…). Au cours de la Première Guerre mondiale, la plupart des Arméniens ont été tués, déportés ou ont fui lors du génocide arménien. Les Grecs ont d'abord fui après l'incendie de leurs maisons par les forces turques, pendant la guerre gréco-turque de 1920-1922, ensuite ont été sujets à un échange de populations entre la Grèce et la Turquie entre 1923 et 1927, avec un transfert de populations grecques d'Anatolie vers la Grèce et des populations turques de la Grèce vers la Turquie. Représentant encore 20 % de la population à la veille de la Première Guerre mondiale, les chrétiens n'en représentent plus qu'entre 0,2 % en 2015.
Au début des années 1990, la minorité chrétienne syriaque est victime de persécutions en Anatolie : la famille Yusuf Aykil (dont une femme de vingt-cinq ans, enceinte de sept mois) est tuée par balles, la famille Gévriyé Bulut du village d'Enhel, est décimée à la mitraillette (quatre victimes) par des assaillants identifiés comme des Kurdes, un retraité chrétien est assassiné à son domicile. Des exactions sur les biens des chrétiens, souvent de modestes commerçants ou ruraux, sont également signalées, ainsi que des brutalités à l'égard de membres du clergé chrétien dans les rues de plusieurs agglomérations. L'administration, la police et l'armée principalement aux mains de « Turcs de souche » « ferment généralement les yeux sur les agressions anti-chrétiennes ».
En 2006, l'agression du prêtre français Pierre Brunissen dans le port turc de Samsun, le meurtre du prêtre italien Andrea Santoro en février de la même année, l'agression contre son collègue slovène, Martin Kmetec, quelques jours plus tard à Izmir ainsi que d'autres faits révèlent un « climat diffus d'antichristianisme » dans le pays.
Dans les années 2010, le raidissement islamo-nationaliste encouragé par le gouvernement de Recep Tayyip Erdoğan, dont le point d’orgue est la réouverture au culte musulman de la basilique-musée de Sainte-Sophie, s’accompagne d’une recrudescence des agressions visant les minorités chrétiennes et juive.

#### Dans les régions contrôlées par l'État islamique
L'État islamique (EI) en Irak et en Syrie s'est caractérisé par ses violences envers les chrétiens, ainsi que pour les autres religions non sunnites. Il rétablit le statut de dhimmi pour les chrétiens de Mossoul. Ces derniers doivent notamment payer un impôt spécial de 250 dollars par mois. Dans le nord de l'Irak, les chrétiens, sont victimes d'exactions de la part de l'EI. Selon Sarah Leah Whitson, directrice de la division Moyen-Orient et Afrique du Nord à Human Rights Watch : « Le simple fait d’être un Turkmène, un Shabak, un Yézidi, ou un chrétien dans la région contrôlée par l’EIIL peut signifier la perte d’un emploi, de la liberté ou même de la vie ».
Le 18 juillet 2014 à Mossoul, l'EI lance un ultimatum aux habitants chrétiens. Les djihadistes s'adressent à ceux qui refusent de se convertir à l'islam ou de payer le djizîa et leur ordonnent de quitter la ville avant le lendemain, faute de quoi ils seront mis à mort. Dans un communiqué distribué à Mossoul, l'EI déclare : « Nous leur proposons trois choix : l'islam, la dhimma et, s'ils refusent ces deux choix, il ne reste que le glaive ». Cette annonce provoque l'exode de nombreux chrétiens en direction de Dahuk et Erbil, dans le Kurdistan irakien.
Des exécutions sommaires de masse, des enlèvements, la mise en pratique de l'esclavage contre les minorités chrétiennes sont abondamment documentés.
La Libye de l'après-Kadhafi est le lieu de violences récurrentes contre les chrétiens. Le 12 janvier 2014, l'État islamique en Libye annonce détenir 21 « chrétiens croisés », probablement des coptes égyptiens, qui auraient été capturés dans le district de Tripoli ou à Syrte. Le 15 février, l'État islamique annonce leur exécution par décapitation,. Ce massacre provoque la fuite hors de Libye de 25 529 Égyptiens en douze jours.

#### Au Pakistan

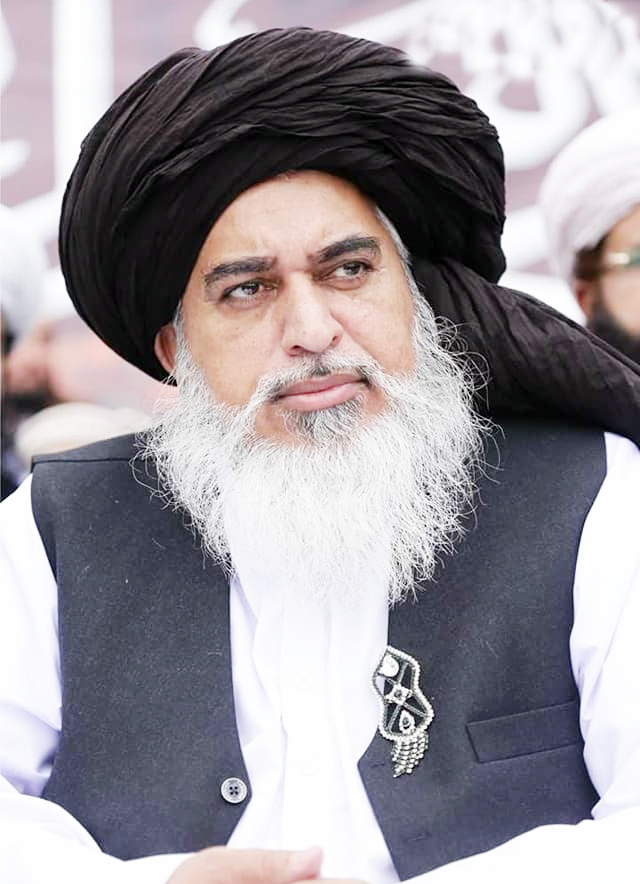
Khadim Hussain Rizvi, chef du TLP, a juré la mort d'Asia Bibi.

En 2020, le Pakistan est le cinquième pays du monde où les chrétiens sont le plus persécutés selon l'index de Portes ouvertes. Ces derniers sont en effet généralement mal acceptés par la population musulmane et ont très difficilement accès aux hauts postes exécutifs, administratifs et politiques. Exclus par la majorité, ils vivent pour la plupart dans des bidonvilles sans accès à l'eau courante ni à l'électricité.
L'un des motifs de discriminations les plus courants se situe dans l'accusation de blasphème envers l'islam, notamment depuis l'introduction d'une loi en 1986 sous le régime de Muhammad Zia-ul-Haq qui le punit de la peine de mort. Une commission de l'Église catholique estime que de 1986 à 2009, au moins 964 personnes ont été inculpées de désacralisation du Coran ou de blasphème envers le prophète Mahomet, dont 479 musulmans et 119 chrétiens, ces derniers constituant donc 12 % des accusés alors qu'ils représentent moins de 2 % de la population.
Alors que les musulmans accusés de blasphème n'ont affaire qu'à la justice, il en va différemment pour les chrétiens, qui font parfois l'objet de grandes violences de la part de musulmans, violences pouvant aller jusqu'à la mort. Ainsi, le 4 novembre 2004, un couple de chrétiens accusé de blasphème est battu à mort par une foule, qui brûle ensuite leurs corps. Parfois, aussi, lorsqu'un chrétien est accusé de blasphème, des musulmans s'en prennent au village dont est issu l'accusé et aux villageois. En 2005, des émeutes anti-chrétiennes à Faisalabad conduisent à la destruction d'habitations et d'une église chrétienne.
En 2009 commence la très médiatique affaire Asia Bibi, du nom de cette femme chrétienne de la province du Pendjab, accusée de blasphème à la suite d'une dispute d'ouvrières agricoles à thème religieux opposant islam et christianisme. Sur ce chef d'accusation elle est condamnée à mort par un tribunal local. Son cas fait l'objet d'une médiatisation internationale, alors que cette situation n'est pas rare au Pakistan, bien qu'aucune exécution n'ait eu lieu pour ce motif. L'affaire provoque également un vif débat en interne sur la loi interdisant le blasphème, pour laquelle certains rares hommes politiques du Parti du peuple pakistanais proposent d'abolir la peine de mort. Asia Bibi est finalement acquittée par la Cour suprême en octobre 2018, malgré des manifestations du Tehreek-e-Labbaik Pakistan qui la menace de mort. Elle fuit le pays l'année suivante,.

#### En Afrique
En Afrique, le Nigeria est victime depuis plusieurs années de nombreux actes anti-chrétiens, notamment du fait de la secte Boko Haram qui prend régulièrement pour cibles des communautés chrétiennes. Le 12 mai 2022, une étudiante chrétienne, Deborah Samuel Yakubu, est lapidée et brûlée pour blasphème par des étudiants dans l'État de Sokoto. Dans l’État de Sokoto, comme dans onze autre États du nord du pays, la charia est appliquée parallèlement au droit commun. Or la loi islamique punit de la peine de mort les coupables de blasphème.

### En Asie de l'Est

#### Au Japon

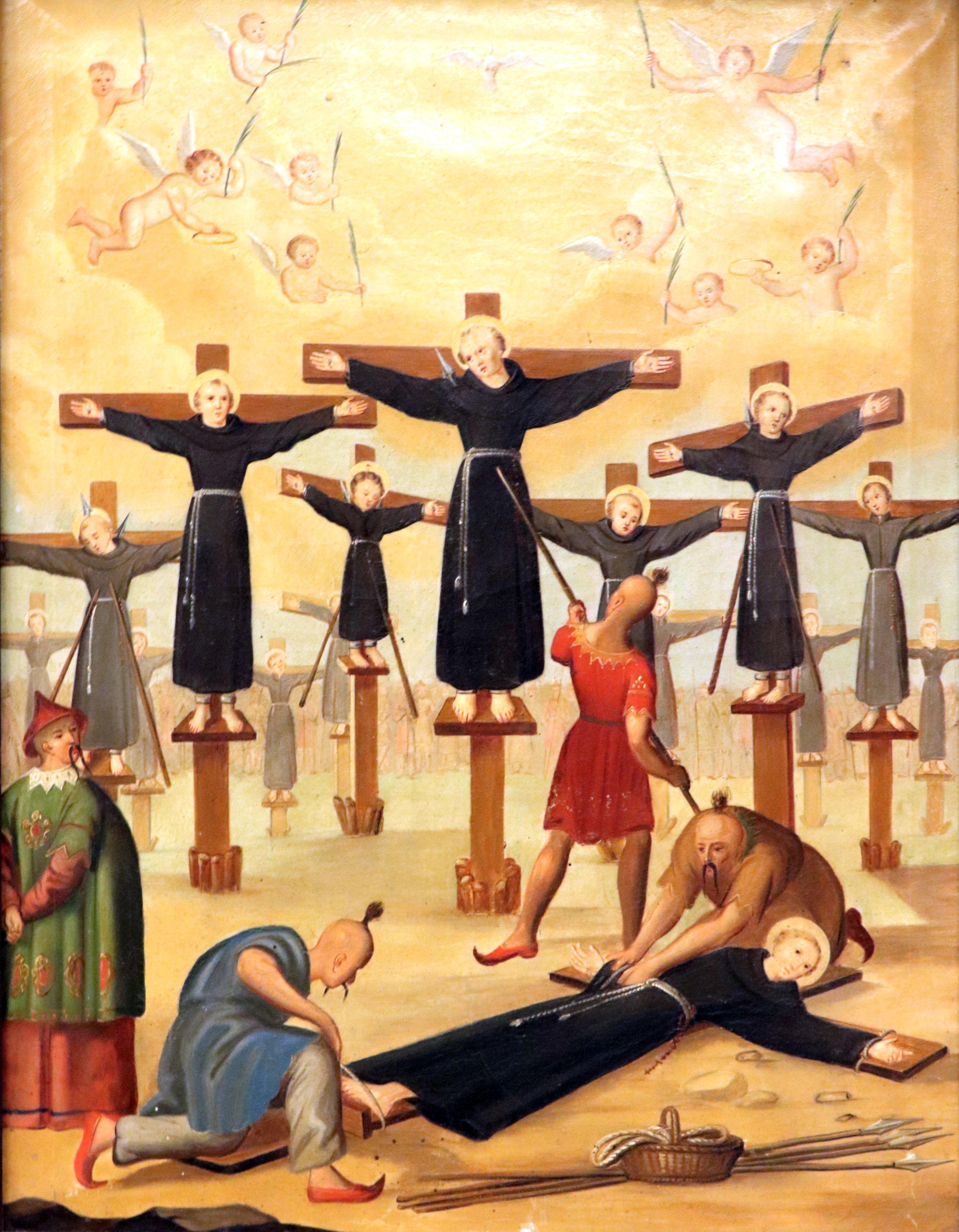
Martyrs de Nagasaki.

La persécution des chrétiens au Japon débute lors de la seconde moitié du XVIe siècle alors que le gouvernement Japonais commence à considérer l'occidentalisation comme une menace. En 1614, le Japon interdit le christianisme et expulse les missionnaires. C'est à cette époque que débute le Sakoku, une période d'isolation de la péninsule japonaise. Le gouvernement met également en place le fumi-e qui consiste à faire marcher les habitants sur les icônes chrétiennes, permettant de détecter les chrétiens japonais. Ceux identifiés comme chrétiens étaient alors torturés ou exécutés, s'ils ne voulaient pas renoncer à leur religion. Ces persécutions ont continué pendant près de 250 ans, jusqu'en 1873.

## Réponses contemporaines à l'antichristianisme
Le sociologue italien Massimo Introvigne a été nommé représentant de l'Organisation pour la sécurité et la coopération en Europe (OSCE) pour la lutte contre l'intolérance et la discrimination envers les chrétiens. Le mardi 25 janvier 2011, il s'est adressé au Conseil de l'Europe à Strasbourg sur le thème : « Persécution des chrétiens d'Orient, quelle réponse de l'Europe ? » Il a proposé une Journée européenne des martyrs chrétiens en souvenir de tous les chrétiens tués en haine de la foi et de l'Église.

« L'intolérance et les persécutions contre les chrétiens ne sont pas suffisamment entrées dans les consciences, a-t-il déclaré. Trois quarts des cas de persécutions religieuses dans le monde concernent les chrétiens mais rares sont ceux qui le savent. »

Le représentant de l'OSCE a évoqué le grand événement œcuménique du Colisée organisé par Jean-Paul II le 7 mai 2000, avec ses huit « stations » rappelant les principaux groupes de martyrs chrétiens de notre temps : les victimes du totalitarisme soviétique, du communisme dans d'autres pays, du nazisme, de l'ultra-fondamentalisme islamique, des nationalismes religieux violents en Asie, de la haine tribale et anti-missionnaire, du laïcisme agressif et de la criminalité organisée. Cette journée serait, chaque année, l'occasion, d'un « examen de conscience collectif » et, pour l'Europe, de s'intéresser de plus près à la situation des minorités chrétiennes et à leur protection dans divers pays.

« Il ne s'agit pas de faire concurrence à la Journée de la Mémoire pour une lutte efficace contre l'antisémitisme, qui est un succès aussi dans les écoles, a-t-il précisé, mais de proposer un outil du même genre pour rappeler tous ces martyrs, un terme qui veut dire "témoins", de la persécution et de l'intolérance contre les chrétiens. »

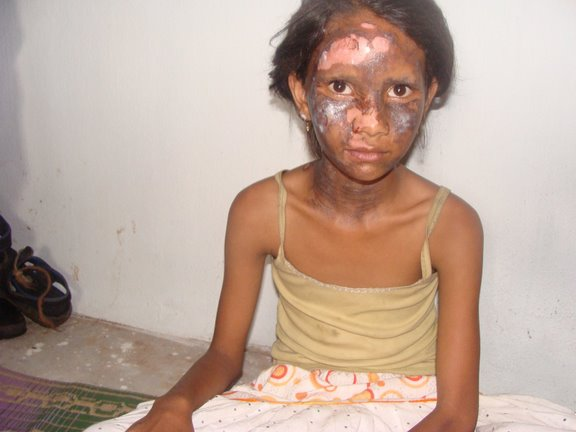
Fillette indienne chrétienne brûlée au cours des émeutes d'Orissa en août 2008.
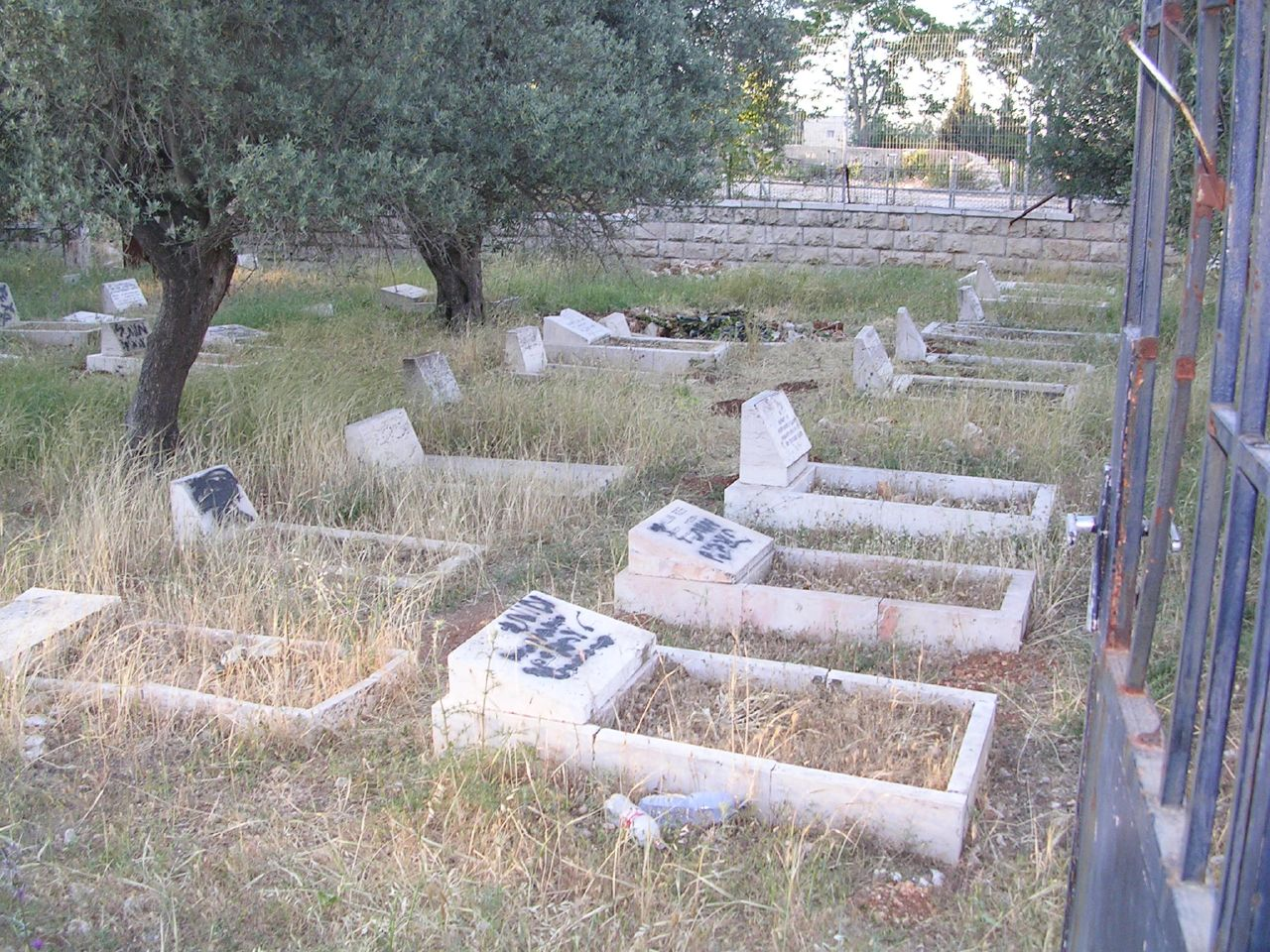
Cimetière chrétien vandalisé à Bethléem ; les inscriptions en hébreu disent « Mort aux Arabes ».